# 問丸
問丸（といまる）は、年貢米の陸揚地である河川・港の近くの都市に居住し、運送、倉庫、委託販売業を兼ねる組織。問（とい）とも呼ばれる。

## 概要
平安時代後期から鎌倉時代頃に組織され、取扱うのは主に荘園からの年貢米。その由来については不明な点が多いが、荘園にあった納所や木守など物資の管理に従事していた人々がその物資を輸送する業務を行ったり、反対に河川や港で物資の輸送にあたっていた問職と呼ばれる人々が物資の一時的な管理業務にあたるようになったりしたと考えられている。
鎌倉時代末になると問丸は、港湾や荘園を所有する領主に隷属して仕事をするだけではなく、その港湾を利用する他の領主の要求にも応じ、年貢米の輸送管理を引き受けて領主への隷属を脱した。また、馬借などの陸上輸送とも連携・統率するようになり、仲介業者または運送業者として独立した地位を築くようになる。また、領主の依頼を受けて一種の関銭を徴収する者や領主の保護を受けて単独もしくは複数の問丸とともに座のような組織を結成して現地の流通に関する独占的権利を確立して港湾支配を確立した者もいた。
後には、様々な展開を見せ始め、一般の商品も取り扱うようになって室町時代には問屋へと展開するものや、逆に独占的支配の特権によって他者の流通を妨げる存在に成長したために戦国時代後期に入ると「諸問諸座一切不可有之事」とした楽市・楽座政策によって、同じく独占的な要素を持つ流通組織とみられた座とともに解体に追い込まれたものもある。背景として中世後期に流通機構の分化が進んで、流通・輸送における段階的分業が進んだ影響が大きいとされている。その中で総合的な流通管理を断念して問屋や輸送業者、商人宿など分化の一翼を担う存在になったものには規模は縮小しても生き残ったものが存在し、反対に従来の特権を維持しようとしたものは、大量の物資調達を必要とする「戦国時代」という状況下において全国市場とのつながりを試みる領主権力との摩擦を生みだして解体させられることになったと考えられている。